# Lutz Führer
Lutz Führer (* 1945 in Lüneburg) ist ein deutscher Mathematiker, dessen wissenschaftlicher Schwerpunkt in der Topologie und in der Mathematikdidaktik liegt. Er lehrte bis 2010 an der Universität Frankfurt am Main. 
Lutz Führer promovierte im Jahre 1971 an der Freien Universität Berlin unter Helmut Pachale. Im Anschluss daran hatte er zunächst bis 1975 eine Assistenzprofessur an der TU Berlin inne. Dann war er für einen Zeitraum von 18 Jahren Gymnasiallehrer, u. a. am Albert-Einstein-Gymnasium in Hameln. Führer war 12 Jahre Mathematik-Fachleiter für das gymnasiale Lehramt, bis er ab WS 1993/94 Professor für Mathematikdidaktik in Frankfurt am Main wurde. Er verteidigt in seinen didaktischen Schriften ein Festhalten an mathematischen Heurismen und gesellschaftlichen Ansprüchen in Unterricht und Lehrerausbildung.

## Schriften
- Theorie des Abbildungsgrades in endlich-dimensionalen Räumen (Diss. von 1971 an der FU Berlin)
- Ein elementarer analytischer Beweis zur Eindeutigkeit des Abbildungsgrades im {\displaystyle R^{n}}. In: Math. Nach. Band 54, 1972, S. 259–267. MR0317317
- Allgemeine Topologie mit Anwendungen. Vieweg Verlag, Braunschweig 1977, ISBN 3-528-03059-3.
- Objektstudien in der Vektorgeometrie. In: DdM. Band 7, 1979, S. 32–61.
- Zum Gehalt der elementaren Integralrechnung in ideengeschichtlicher Sicht. In: MU. Band 27, 1981, S. 7–60.
- Zur Entstehung und Begründung des Analysisunterrichts an allgemeinbildenden Schulen. In: MU. Band 27, 1981, S. 81–122.
- Pädagogik des Mathematikunterrichts. Vieweg Verlag, Braunschweig 1997, ISBN 3-528-06911-2.
- Heuristik und die Geschichte der elementaren Volumenberechnung. In: math.did. Band 29, 2006, S. 69–101.